# هنري هيلتون
هنري هيلتون (بالإنجليزية: Henry Hilton)‏ هو شخصية أعمال أمريكي، ولد في 4 أكتوبر 1824، وتوفي في 24 أغسطس 1899.